# Delegació de Sanitat i Assistència Social Ajuntament de Cornellà
La Delegació de Sanitat i Assistència Social Ajuntament de Cornellà és una obra del municipi de Cornellà de Llobregat (Baix Llobregat) inclosa en l'Inventari del Patrimoni Arquitectònic de Catalunya.

## Descripció
Es tracta d'un edifici de planta baixa i pis, antic habitatge unifamiliar. La planta és quadrada i la coberta és de teulada a quatre vessants. Els materials són senzills: teula àrab, maó arrebossat i pintat imitant carreus de pedra, i fusta als ràfecs. El pòrtic semicircular de l'entrada principal imita un templet "clàssic", classicisme que es reforça amb les sanefes esgrafiades imitant meandres, amb els esgrafiats de la part superior del pòrtic (garlandes molt perdudes) i també amb motllures de fang cuit de les llindes de les finestres (també garlandes). Aquestes estilemes decoratives són pròpies d'algunes de les aportacions noucentistes de les dues primeres dècades del segle xx.